# Miu Tomita
Miu Tomita (富田望生 Tomita Miu?,  prefectura de Fukushima, 25 de febrero de 2000) es una actriz japonesa.

## Dramas
- Homeroom (MBS, 2020)
- Kyojo (Fuji TV, 2020)
- Busu no Hitomi ni Koishiteru (Fuji TV FOD/dTV, 2019)
- Cheat: Sagishi no Minasan, Gochui Kudasai (NTV-YTV, 2019)
- Hakui no Senshi (NTV, 2019) ep.1
- Natsuzora (NHK, 2019)
- Monroe ga Shinda Hi (NHK BS Premium, 2019) ep.3
- 3 Nen A Kumi: Ima kara Minasan dake no Sotsugyoshiki desu (Hulu, 2019)
- 3 Nen A Kumi (NTV, 2019)
- Kyo Kara Ore wa!! (NTV, 2018) ep.1,4
- Switched (Netflix, 2018)
- Koi no Tsuki (TV Tokyo-Netflix, 2018) ep.8,11,12
- Bokura no Yuuki SP (NTV, 2017)
- Medical Team: Lady Da Vinci no Shindan (Fuji TV, 2016) ep.3
- Stranger (TV Asahi, 2016)
- Akumu-chan (NTV, 2012) ep.10

## Películas
- Watashi ga Motete Dousunda (2020)
- Dosukoi! Sukehira (2019)
- High & Low THE WORST (2019)
- Machida-kun no Sekai (2019)
- Sunny: Tsuyoi Kimochi Tsuyoi Ai (2018)
- Asahinagu (2017)
- Poetry Angel (2017)
- Let's Go, Jets! (2017)
- Haunted Campus (2016)
- Mohican Comes Home (2016)
- Solomon's Perjury 2: Judgment (2015)
- Solomon's Perjury 1: Suspicion (2015)